# Ишино (Московская область)
Ишино — деревня в Чеховском районе Московской области, в составе муниципального образования сельское поселение Стремиловское (до 28 февраля 2005 года входила в состав Стремиловского сельского округа), деревня связана автобусным сообщением с райцентром и соседними населёнными пунктами.

## Население
| 2002 | 2006 | 2010 |
| ---- | ---- | ---- |
| 6    | ↗8   | ↘3   |

## География
Ишино расположено примерно в 19 км на северо-запад от Чехова, на запруженной реке Бобровке (правый приток реки Лопасни), недалеко от границы с Троицким административным округом, высота центра деревни над уровнем моря — 183 м. На 2016 год в Ишино зарегистрированы 11 улиц и 12 садовых товариществ.